# Mats Miljand
Mats Miljand, född 27 december 1951 av estniska föräldrar, är en svensk författare och departementsråd. 
Miljands debutbok Landstigning handlar om föräldrarnas flykt från krigets Estland till Sverige. Boken belönades med Författarförbundets pris Katapultpriset 1991. Mats arbetade från slutet av 1990-talet till 2009 på Utbildningsdepartementet som departementsråd, och är sedan sommaren 2009 överdirektör vid Myndigheten för yrkeshögskolan (Yh-myndigheten).

## Priser och utmärkelser
- 1991 – Katapultpriset för Landstigning